# Heliga förbönskapellet, Sitsitsk
Heliga förbönskapellet (belarusiska: Свята-Пакроўская капліца; translitteration: Svjata-Pakroŭskaja kaplitsa) var ett belarusiskt-ortodoxt träkapell som låg i den centrala delen av byn Sitsitsk, i distriktet Stolіn rajon i Brests voblast i södra Belarus.
Kapellet var helgat åt Guds Moders Beskydd och tillhörde Pinsk stift i den Belarusisk-ortodoxa kyrkan.

## Historik
Heliga förbönskapellet i Sitsitsk uppfördes i slutet av 1800-talet, men brann ner i maj 2015.

## Bilder

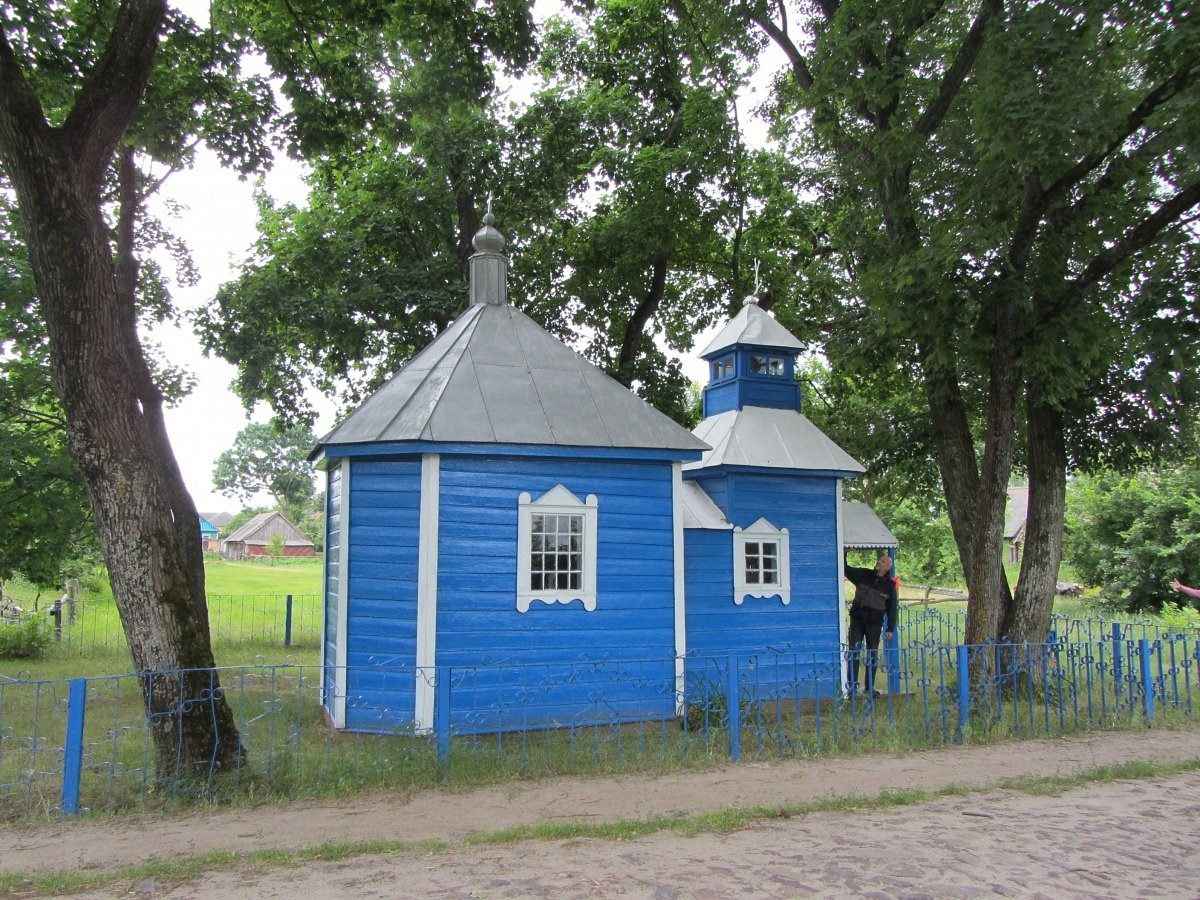
Kapellets baksida.

### Allmänna källor
- Свята-Пакроўская капліца (Сіціцк) - Архіварта — Партал спадчыны Беларусі (archivarta.by)
- Ситицк (globustut.by)
- Капліца | вёска Сіціцк Брэсцкая вобласць (radzima.org)